# Серохохлый очковый сорокопут
Серохохлый очковый сорокопут (лат. Prionops poliolophus) — вид воробьиных птиц из семейства ванговых (Vangidae). Подвидов не выделяют. Распространён в Кении и Танзании.

## Описание
Серохохлый очковый сорокопут достигает длины 23-26 см, один измеренный самец весил 48 г. Половой диморфизм не выражен. На середине макушки есть длинный (около 20 мм) густой гребень из серых или тёмно-серых перьев; более короткий гребень из серых колючих перьев с беловатыми кончиками идёт от передней части макушки до уздечки. Задняя часть макушки и затылок тёмно-серого цвета. Щёки и кроющие перья ушей серые, за ними проходит черноватый участок оперения в форме полумесяца. Подбородок и горло серые, бока тела сероватые. Шея и остальная часть нижней части тела беловатые, с черноватым пятном сбоку на груди. Верхняя часть тела чёрного цвета, с зеленоватым отливом. Верхняя часть крыльев чёрная, первостепенные маховые перья с широкой белой центральной полосой (заметной в полёте), внутренние первостепенные маховые перья с белым кончиком. Внешние пять второстепенных маховых перьев с широким белым кончиком; внутренние второстепенные маховые перья с широким кончиком и внешним краем белого цвета. Крайние третьестепенные маховые перья с широким белым кончиком и белым внешним краем, средние — с узким белым внешним краем. Внутренние большие и средние кроющие перья крыльев белые. Белый цвет на второстепенных, третьестепенных маховых и кроющих перьях крыльев виден как явная полоска на сложенном крыле. Наружные рулевые перья почти полностью белые, остальные чёрные с белыми кончиками, ширина белых участков уменьшается по направлению к двум центральным перьям. Испод кроющих перьев крыльев чёрного цвета. Радужная оболочка ярко-жёлтая, окологлазное кольцо оранжевое; клюв черноватый; ноги от оранжево-красных до розовато-красных. У молодых особей хохолок короче и прямее, чем у взрослых, глаза тёмные.

## Распространение и места обитания
Серохохлый очковый сорокопут распространён на юго-западе Кении и в прилежащих областях севера Танзании. Обитает в открытой саванне с преобладанием деревьев Acacia dephanolobium и рода Tarchonanthus; в прибрежных лесах, для которых характерны Acacia xanthophloea, Acacia abyssinica и Protea, а также в поросших лесом лугах и кустарниковых зарослях. Встречается на высоте 1200—2200 м над уровнем моря. Ведёт оседлый образ жизни, после сезона размножения отмечены небольшие кочёвки.

## Биология
Биология серохохлого очкового сорокопута изучена слабо. Данные о составе рациона взрослых особей отсутствуют; вероятно, питается в основном насекомыми. Рацион птенцов в районе озера Найваша (Кения) состоял из прямокрылых (Orthoptera), богомолов (Mantidae) и личинок насекомых. Живёт и добывает пищу группами из 4—9 особей (обычно около 7, редко до 17 особей). Вне сезона размножения иногда присоединяется к смешанным группам кормящихся птиц.
Фенология размножения практически не известна. Лишь в нескольких исследованиях описаны отдельные этапы: кладка яиц отмечена в апреле—мае; сооружение гнезда — в сентябре—ноябре, а насиживание кладки — в октябре и декабре в районе озера Найваша. Для вида характерно кооперативное размножение, когда во всех этапах размножения участвуют кроме родительской пары несколько помощников. В состав группы входит до 12 особей. Гнездо представляет собой открытую чашечку из травы и другого растительного материала диаметром 3,5—5 см и глубиной 1,4 см. Для каркаса используется более грубый материал (например, кора), наружная стенка полностью покрыта паутиной, вся конструкция прикреплена к ветке паутиной. Высота расположения гнезда варьируется в зависимости от среды обитания. Гнездо располагается на высоте 3—5 м над землей в зарослях Tarconanthus camphoratus или выше, до 18—20 м, в лесах из акации желтокорой (Acacia xanthophloea). В кладке 3—4 яйца, иногда до 7 (вероятно, что две самки откладывают яйца в одно гнездо). Яйца овальной формы, с бледно-голубым фоном и красновато-коричневыми прожилками, которые концентрируются на тупом конце яйца. Насиживают кладку, ухаживают и кормят птенцов все члены группы, включая молодых особей. Инкубационный период составляет 16—18 дней, птенцы оперяются через 22—24 дня.